# Бич крикунів
Бич крикунів (англ. A Scourge of Screamers) — науково-фантастичний роман американського письменника Деніела Френсіса Ґелує 1968 року. Опублікований у Великій Британії роман дістав назву «Загублене сприйняття» (англ. The Lost Perception), під якою більше відомий.

## Зміст
1997 рік. Постапокаліптичний світ. Головний герой — Артур Гресон, американський інженер з Бюро Безпеки (Секбу — колишня Рада безпеки Організації Об'єднаних Націй), яке є єдиним урядом, що залишився після того, як за 2 роки до того внаслідок ядерної війни між США і Радянським Союзом загинули всі уряди та більшість держав. Вважається, що війна сталася через радянського військовика, який «закричав», перебуваючи за керуванням ракетами на атомному підводному човні. Тепер крикуни — це нова хвороба, яка вражає випадково людей в усьому світі. Жертви падають, кричачи від видінь, які бачать лише вони. Біль розпалює мозок, викликає в людини конвульсії. Кожен мешканець планети зобов'язаний носити набір голок для підшкірних ін'єкцій, щоб негайно ввести в уражене тіло потужний знеболювальний засіб. Використання голки також запускає сирену, яка викликає загін, який відправляє захворілого до спеціального закладу. 99 % уражених помирають.
Артур Грегсон і його близький друг — англійський науковець Кеннет Велфорд зазнають нападу дивного літального корабля, коли вони летять на зустріч у Римі. Вони ухиляються від нападника достатньо довго, щоб військовий літак Бюро Безпеки прибув і збив його. Нарешті досягши місця призначення, вони зустрічають голову Бюро Безпеки Велдона Редкліффа, і їм показують труп іншопланетянина — у нього немає волосся, нігтів і складне подвійне серце. Брат-близнюк Артура — Мануель — вилетів на першому оперативному зорельоті «Ніна», який був втрачений після надсилання повідомлень про «сяючий корабель» і «присутності». Редкліфф повідомляє Грегсону та Велфорду, що вони вважають, що на «Ніну» напали прибульці, які зараз перебувають на Землі та певною мірою відповідальні за хворобу «крики». Людина-спільник іншопланетян називає їх «валоріанцями». Іншопланетянин, якого вони бачать, намагався вбити чиновника Бюро Безпеки.
Повернувшись до Нью-Йорку, Грегсон і Велфорд потрапляють у чергову спробу вбивства чиновника, і Грегсон впізнає в одному з нападників валоріанця. Переслідуючи його, він зупиняється атакою «крикунів» після того, як валоріанець лізе до своєї кишені, щоб активувати якийсь пристрій.
Відвідуючи свою наречену Гелен Форсайт та її батька в сільській місцевості Пенсільванії, Грегсон бачить статтю в місцевій газеті про фермера, який стверджує, що прибульці намагалися завербувати його, щоб допомогти їм. Він стикається з групою чоловіків і іншопланетянином на фермі, які допитують його, поки не прибудуть війська Бюро Безпеки. Як не дивно, чоловіки знають його і називають Хелен так, ніби вона працювала з ними.
Викликаний до Лондона разом із Велфордом на черговий брифінг Бюро Безпеки, Грегсон дізнається, що ворожка передбачила, що Велфорд сам стане «кричати» того самого дня. Оскільки вона запропонувала йому повернути гроші, якщо помилилася, Велфорд з нетерпінням чекає цього дня для виграшу. На брифінгу під дією наркотиків валоріанин зізнається, що прагне завоювати Землю та, що саме його раса привносить хворобу «крикунів» як біологічну зброю. Велдон Редкліфф страчує того при усіх. В цей час Велфорд починає кричати, як і передбачила ворожка.
Втім правда набагато складніша. Повернувшись до Пенсільванії, Грегсон стикається з Хелен, яка зізнається, що розмовляла з валоріанином. За його словами, Земля переходить у поле випромінювання, яке дозволяє розуму сприймати світ у неймовірних деталях на рівнях від мікроскопічних і вище. Ефект подібний до ефекту функціонуючих очей, які піднімаються в темряві, поки раптово не з'являються на денному світлі. Невдовзі після цього сам Грегсон зазнає нападу крику, його впроваджують у сонний стан, щоб відправити в один із багатьох Інститутів ізоляції, зарезервованих для крикунів.
Він переживає місяці душевного болю, явних галюцинацій і жаху, ледь уникаючи типової долі крикунів, які, як правило, вчиняють самогубство. Тепер, як і багато перехворівших, Грегсон є цінним для Бюро Безпеки. Більшість обраних посадовців є колишніми крикунами, як і найвищі посадові особи до Бюро Безпеки. Грегсон дізнається, що Велфорд також одужав, але його викрали валоріанці. Редкліфф відкриває йому існування пристрою, який може пригнічувати крики на невеликій території, блокуючи вплив невідомої форми радіації. Редкліфф хоче, щоб Грегсон допоміг побудувати суперпригнічувач на космічній станції «Вега-пригунець», точці відправлення «Ніни», щоб охопити всю планету.
Спочатку Грегсон вирушає до Парижу для навчання. Він дізнається, що крики насправді є новою формою сприйняття, яка називається зільфінг, а випромінювання називається ролт, створене тілом у галактичному центрі, відомим як Чандін. Інше тіло, знане як Стигумове поле, блокує ролт.
Навчаючись герой дізнається, що сприйняття можна використовувати для багатьох цілей, включаючи телепатію, спостереження на великій відстані та навіть передбачення. Він також починає усвідомлювати глибину змови Бюро Безпеки щодо збереження та утримання влади. Виявивши керівника навчального інституту сплячим у полі штучного розмноження, він здатний викинути з його розуму справжні цілі людини. Чоловік прокидається, і Грегсон повинен його вбити. Потім він втікає на машині, але, роблячи це, зілфує капсулу для повторного входу з валоріанцем, яка спускається неподалік після того, як була знешкоджена зброєю Бюро Безпеки. Рятуючи жінку-прибульця, він йде проти мадам Карно, змовниці, яка стверджує, що є найстарішим і наймогутнішим зілфером на Землі. Поки він розповідає про її справжні наміри, рятувальна група на чолі з Велфордом вривається в будівлю, маючи намір врятувати валоріанку, але в процесі захоплює Грегсона та вбиває Карно.
У валорійській схованці, замку в долині Рейну, Велфорд запевняє Грегсона, що валоріанці не мають жодної сили, окрім зільфінгу, ані жодних злих намірів. Грегсон все ще сумнівається. Він бачить необхідність побудувати суперпридушувач, оскільки крики з кожним днем стає все гіршим. Його сумніви щодо намірів змовників Бюро Безпеки врівноважені бажанням здійснити план задля людства.
Валоріанка Анделія, яку він врятував, каже йому, що його брат Мануель живий, один із небагатьох на «Ніні», хто вижив. Він не може повернутися на Землю, тому що втратив здатність жити без зільфінгу. Згодом вона обіцяє Грегсону, що вони возз'єднаються. Грегсон викрадає корабель і повертається до Пенсільванії, щоб знайти Хелен, але його схоплює Бюро Безпеки. Вони зілфують від нього місцезнаходження замку, але до того моменту, як вони потрапляють туди, залишається лише поранена Анделія, яку вони можуть захопити.
Грегсон вирушає на космічну станцію для завершального етапу будівництва. Вирішальним у цьому процесі є зниження висоти станції, а це те, на що можна розраховувати лише на нього. На станції він знову зустрічається з Карен Ракар. Він все ще коливається на якій бік стати. Станція вже перебуває в відповідному полі, але в цей час телепатично зв'язується з Анделією. Поки він розмовляє з нею, приходить охоронець і вбиває її. В цей час зазнає удару від Велфорда, що висадився на станції.
Грегсон дізнається про план Велфорда. Суперпригнічувач може бути переналаштований на суперпередавач. Усі найкращі співробітники Бюро Безпеки перебувають на станції, і активація суперпередавача підсмажить мізки всім на борту. Це найкращий шанс обезголовити змову, яка планує використати свій контроль над суперпридушувачем, щоб зміцнити свою владу, погрожуючи вимкнути її, якщо їхні вимоги не будуть виконані. Якщо їх усунути, суперпридушувач можна було б активувати, як було заплановано, і за допомогою валоріанців людство зможе відновити втрачене сприйняття, готове мати справу з високим рівнем нападу, який повинен настати.
Грегсон допомагає Велфорду перепідключити суперпридушувач, і вони втікають на відносно безпечну відстань на кораблі Велфорда. Навіть на такій відстані сяйво майже більше, ніж вони можуть витримати. Повернувшись на станцію, вони знаходять людей на борту або мертвими, або в стані кататоніки.
Останній розділ відбувається через кілька років. Хелен і Грегсон одружені з маленькими дітьми. Людство вчиться жити з ролтом, але валоріанці вже знайшли іншу цивілізацію, яка збирається вийти з тіні Стигумового поля. Грегсону та Велфорду пропонують місце в цій місії.